# فراس الخطیب
فراس الخطیب (عربی: فراس محمد الخطیب؛ زادهٔ ۹ ژوئن ۱۹۸۳) بازیکن فوتبال سابق اهل سوریه است.وی   با232گل زده بهترین گلزن تاریخ لیگ کویت است ودرمجموع بازیهای ملی وباشگاهی با344گل زده بهترین گلزن جهان عرب ونونزدهمین گلزن جهان درهزاره سوم(ازسال2000به بعد)است
از باشگاه‌هایی که در آن بازی کرده‌است می‌توان به باشگاه ورزشی القادسیه کویت، باشگاه ورزشی النصر کویت، باشگاه ورزشی العربی کویت، باشگاه فوتبال الکرامه سوریه، باشگاه ورزشی الاهلی قطر، باشگاه فوتبال شانگهای گرینلند شنهوآ، باشگاه ورزشی ام صلال، باشگاه ورزشی القادسیه کویت، باشگاه ورزشی العربی کویت، تیم ملی فوتبال زیر ۲۳ سال سوریه، و تیم ملی فوتبال سوریه اشاره کرد.
وی همچنین در تیم‌های ملی فوتبال زیر ۱۷ سال سوریه زیر ۲۰ سال سوریه زیر ۲۳ سال سوریه سوریه ۲۳ مارس ۲۰۱۷ بازی کرده‌است.